# Noah Hasa
Noah Hasa, född 6 mars 2003 i Uppsala, är en svensk ishockeyspelare som spelar för Frölunda HC i SHL. Hans moderklubb är Enköpings SK.
Som 14-åring flyttade familjen Hasa till Göteborg där Noah tillsammans med brorsan Filip fick spela för Frölunda. Han har sedan dess tillhört Frölundas förening och gjorde SHL-debut säsongen 2021/2022. Säsongen därpå lånades han ut till Västerviks IK i Hockeyallsvenskan.